# Сисоєв Євген Васильович
Євген Васильович Сисоєв (нар. 27 травня 1968) — радянський та казахський футболіст, виступав на позиції захисника.

## Клубна кар'єра
Вихованець шимкентської ДЮСШ. Футбольну кар'єру розпочав у криворізькому «Кривбасі». У 1989 році повернувся до Казахської РСР, де став гравцем «Авангарду». Дебютував за петропаловський колектив 23 квітня 1989 року в програному (1:2) виїзному поєдинку 1-о туру 8-ї зони Другої ліги проти шимкентського «Меліоратора». Євген вийшов на поле в стартовому складі та відіграв увесь матч. У футболці «Авангарду» провів 29 матчів. Наступного року повернувся до рідного Шимкента, де підсилив місцевий «Меліоратор». У команді став стабільним гравцем основного складу. Відіграв два сезони у Другій лізі СРСР (75 матчів, 2 голи), а в 1992 році разом з «Жигером» став учасником першого чемпіонату Казахстану серед команд Вищої ліги (32 матчі, 7 голів).
Під час зимової перерви сезону 1992/93 років повернувся до України, де знову став гравцем «Кривбасу». Дебютував у футболці криворізького клубу 14 березня 1993 року в програному (0:2) домашньому поєдинку 16-о туру Вищої ліги проти запорізького «Металурга». Сисоєв вийшов на поле в стартовому складі та відіграв увесь матч, а вже на 4-й хвилині отримав жовту картку. У «Кривбасі» також був гравцем основи, кольори якого захищав до кінця 1995 року. За цей час у Вищій лізі зіграв 62 матчі, ще 1 поєдинок провів у кубку України.
У 1996 році виїхав до Росії, де підписав контракт з клубом Другої ліги «Динамо» (Омськ). У команді протягом двох сезонів був одним з основних футболістів (у Другій лізі зіграв 57 матчів, у кубку Росії — 3 матчі та відзначився 1 голом). У сезоні 1998 року також був у заявці клубу на сезон, але на поле в офіційних матчах не виходив. По завершенні сезону закінчив кар'єру гравця.

## Кар'єра в збірній
Викликався до складу національної збірної Казахстану. Дебют у команді — 1 червня 1992 року в товариському поєдинку Казахстан - Туркменістан, в якому казахська збірна перемогла з рахунком 1:0. Євген вийшов на поле в стартовому складі, а на 46-й хвилині його замінив Олександр Богатирьов. Того року зіграв у 2-х товариських матчах національної збірної, після чого до її складу більше не викликався.